# Marshall Manesh
Marshall „Behrooz“ Manesh (* 16. August 1950 in Maschhad) ist ein iranisch-US-amerikanischer Schauspieler.

## Leben
Marshall Manesh verlor seinen Vater in jungen Jahren und wuchs bei seiner Mutter auf. Er kam Mitte der 1970er-Jahre nach Amerika und schloss sich einer persischen Theatergruppe an. Acht Jahre lang reiste er ausgiebig durch die Vereinigten Staaten, Kanada und Europa. Sein Debütfilm war der oscarnominierte Agentenfilm True Lies – Wahre Lügen von James Cameron mit Arnold Schwarzenegger und Jamie Lee Curtis in den Hauptrollen. Manesh wirkte in mehr als 100 Spielfilmen, Fernsehprojekten und in mehr als 40 Werbespots mit. Meist kleinere Rollen spielte Manesh in diversen Serien; so zum Beispiel in den Sitcoms Will & Grace Mr. Zamir, in How I Met Your Mother den Taxifahrer Ranjit, in Scrubs Dr. Akbar, in Andy Barker, P.I. den Kommissar Wally sowie in den Fernsehserien Burn Notice, Law & Order und vielen anderen mehr. Seine berühmteste Rolle ab 2009 war wohl seine Darbietung als Nandu Banerjee in Prison Break.
Manesh spielte auch in der Filmkomödie The Big Lebowski (1998), dem komödiantischen Filmdrama Schwere Jungs (2002), der Neuverfilmung des Films Die Höllenfahrt der Poseidon mit dem Titel Der Poseidon-Anschlag (2005) mit und war in dem Piratenfilm Pirates of the Caribbean – Am Ende der Welt als Piratenanführer Sri Sumbhajee zu sehen.

## Filmografie (Auswahl)
- 1994: True Lies – Wahre Lügen
- 1996: Barb Wire – Flucht in die Freiheit
- 1996: Kazaam – Der Geist aus der Flasche
- 1996: Täter unbekannt
- 1998: Im Fadenkreuz des Todes
- 1998: Susan
- 1998: The Big Lebowski
- 1999: Akte X – Die unheimlichen Fälle des FBI
- 1999: Nash Bridges
- 1999: Pacific Blue – Die Strandpolizei
- 1999–2003: Will & Grace
- 2000: Law & Order: Special Victims Unit
- 2000: Letzte Ausfahrt Hollywood
- 2000–2003: New York Cops – NYPD Blue
- 2001: Für alle Fälle Amy
- 2002: Alias – Die Agentin
- 2002–2005: JAG – Im Auftrag der Ehre
- 2002: Schwere Jungs
- 2002: Showtime
- 2004–2006: Boston Legal
- 2004: Entourage
- 2004: Hidalgo – 3000 Meilen zum Ruhm
- 2004: Joey
- 2004: Wie überleben wir Weihnachten?
- 2004: Raise Your Voice – Lebe deinen Traum
- 2004: Scrubs – Die Anfänger
- 2005: Der Poseidon-Anschlag
- 2005–2014: How I Met Your Mother
- 2006: The Unit – Eine Frage der Ehre
- 2007: Andy Barker, P.I.
- 2007: Burn Notice
- 2007: Journeyman – Der Zeitspringer
- 2007: Pirates of the Caribbean – Am Ende der Welt
- 2009: Crossing Over
- 2009: Emergency Room – Die Notaufnahme
- 2009: Prison Break
- 2009: Year One – Aller Anfang ist schwer
- 2013: Meine Schwester Charlie
- 2013: All American Christmas Carol
- 2014: A Girl Walks Home Alone at Night